# Jezioro Międzybrodzkie
Jezioro Międzybrodzkie, nebo také Międzybrodzki Zbiornik Wodny a do češtiny lze neoficiálně přeložit jako Mezibrodské jezero, je podlouhlé antropogenní jezero a vodní přehrada. Je na řece Soła v povodí veletoku Visla v pohoří Malé Beskydy (Beskid Mały) v jižním Polsku. Nachází se na území vesnic Międzybrodzie Bialskie a Międzybrodzie Żywieckie ve  gmině Czernichów v okrese Żywiec a ve Slezském vojvodství.

## Historie a popis
Jezioro Międzybrodzkie vzniklo v roce 1937 po výstavbě vodní hráze Porąbka (Zapora Porąbka), která má výšku 37,3 m a délku 260 m. V hrázi je také postavena vodní elektrárna, která tvoří komplex spolu s přečerpávací elektrárnou na hoře Żar. Je jedním ze tří jezer/přehrad na řece Soła, které tvoří tzv. Sołskou kaskádu. Objem vody v jezeře je cca 26,6 milionu m³ vody a plocha vodní hladiny je 3,8 km². Délka jezera ve směru sever- jih je přibližně 5 km. Jezero bylo zřízeno pro účely protipovodňové ochrany, plní rekreační funkci, jsou zde provozovány vodní sporty a kempy a je také rybářským revírem. V okolí jezera byl zřízen krajinný park Park Krajobrazowy Beskidu Małego, ale jezero není jeho součástí. V letech 1956 a 1965 byly vody jezera vypuštěny kvůli odbahnění dna a renovaci podvodní infrastruktury.

### Sídla u jezera
- Międzybrodzie Bialskie s osadami Żarnówka Duża a Żarnówka Mała.[1]
- Międzybrodzie Żywieckie s osadami.[1]

## Další informace
K jezeru vedou také turistické trasy, např. dálková trasa Mały Szlak Beskidzki aj.

## Galerie

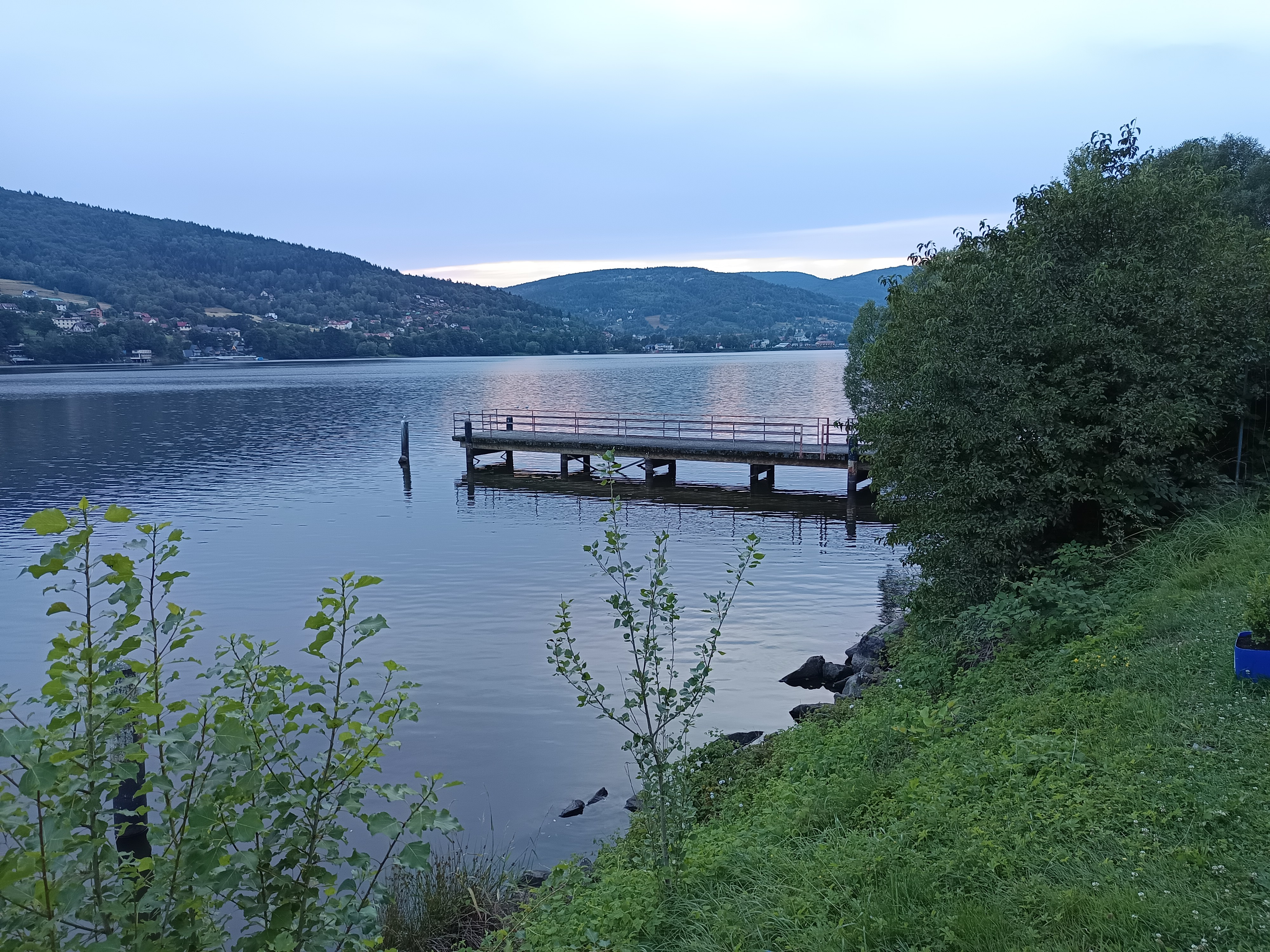
Jezioro Międzybrodzkie v pohledu z vesnice Międzybrodzie Bialskie
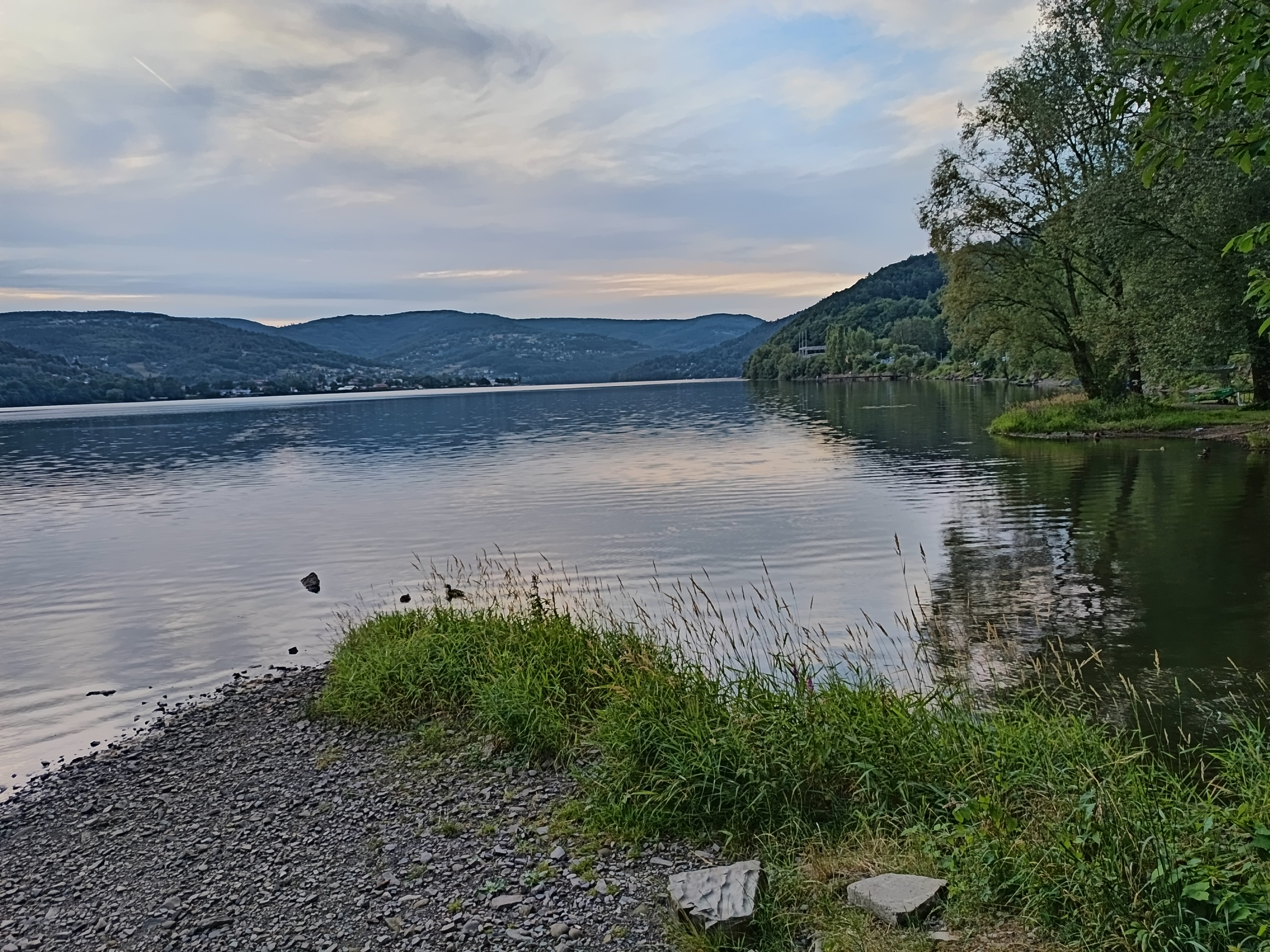
Jezioro Międzybrodzkie v pohledu z vesnice Międzybrodzie Bialskie